# Gigantactis microphthalmus
Gigantactis microphthalmus is een straalvinnige vissensoort uit de familie van wipneuzen (Gigantactinidae). De wetenschappelijke naam van de soort is voor het eerst geldig gepubliceerd in 1932 door Regan & Trewavas.